# Burgess Abernethy
Burgess Abernethy (Gold Coast, Queensland, 21 de febrero de 1987) es un actor australiano, conocido por su interpretación de Zane Bennett en la serie H2O: Just Add Water.

## Carrera
Entre el 2000 y el 2008 participó en series como BeastMaster, Blue Water High y en la exitosa serie australiana All Saints donde dio vida a Tom Bishop.
En el 2006 se unió se unió al elenco de la serie australiana H2O: Just Add Water donde interpretó a Zane Bennett, quien termina enamorándose Rikki Chadwick (Cariba Heine), una de las sirenas, hasta el final de la serie en el 2010. Respecto al papel que desempeñó dentro de la serie, al principio Zane siempre intentaba impresionar a su padre, el médico Harrison Bennett, sin embargo con el tiempo aprende que el dinero no lo es todo y comienza a cambiar su actitud. 
Entre el 2007 y el 2008 apareció como invitado en la exiosa serie australiana Home and Away donde interpretó al estudiante Sean Evans.
En el 2010 apareció como invitado en un episodio de la nueva serie Dance Academy donde interpretó a Ollie.

## Filmografía

### Series de televisión
| Año         | Serie                              | Personaje           | Notas                                 |
| 2006 - 2010 | H2O: Just Add Water                | Zane Bennett        | 49 episodios                          |
| 2007 - 2008 | Home and Away                      | Sean Evans          | 3 episodios                           |
| 2008        | Blue Water High                    | Repartidor de Pizza | 1 episodio                            |
| 2008        | All Saints                         | Tom Bishop          | 1 episodio                            |
| 2010        | Dance Academy                      | Ollie               | 1 episodio                            |
| 2011        | Crownies                           | Brent Smith         | 1 episodio                            |
| 2015        | Peter Allen: Not the Boy Next Door | Neal Peters         | 2 episodios (Miniserie)               |
| 2017        | Hoges                              | -                   | ep. #1.1 miniserie                    |
| 2018        | iZombie                            | Sideburns           | episodio "And He Shall Be a Good Man" |

### Películas
| Año  | Título  | Personaje | Notas        |
| ---- | ------- | --------- | ------------ |
| 2009 | Grace   | Joven     | Cortometraje |
| 2013 | Mirrors | Burgess   | Cortometraje |